# Ernesto Marsiaj
Ernesto Marsiaj (também grafado Marsiay) (Feltre, ? — Porto Alegre, 19 de fevereiro de 1905) foi um comerciante e político ítalo-brasileiro. 
Membro de uma família nobre de Feltre, emigrou para o Brasil no fim do século XIX, fixando-se na colônia italiana de Caxias do Sul. Foi um dos três membros e presidente da Junta indicada pelo Governo do Estado do Rio Grande do Sul para governar Caxias no momento de sua emancipação política da condição de distrito de São Sebastião do Caí, constituindo-a em 20 de junho 1890 como um novo município. A Junta foi nomeada em 28 de junho e tomou posse no dia 2 de julho. Os outros membros eram Angelo Chitolina e Salvador Sartori.
A Junta tinha atribuições executivas e legislativas, e funcionou até a posse do primeiro Conselho Municipal em 15 de dezembro de 1891, que acumulou as suas funções até a indicação do primeiro intendente, quando os Poderes Legislativo e Executivo foram separados. Marsiaj não permaneceu na Junta por todo este período, tendo sido dispensado, por sua própria vontade, em 13 de fevereiro de 1891. Porém, concorreu à eleição para o primeiro Conselho e foi eleito, participando da aprovação de três importantes leis estruturadoras da vila: a Lei Orgânica, o Código de Posturas e o Regimento Interno. Permaneceu no Conselho até o fim do seu mandato em 1896.
A Junta e o primeiro Conselho atuaram em um período de forte turbulência política e social na antiga colônia italiana, onde grupos de maçons, católicos, liberais, federalistas, republicanos e colonos estavam em estado de quase permanente conflito. Marsiaj era o líder local do Partido Republicano Rio-Grandense e membro da maçonaria. Foi também sócio da Companhia de Navegação do Caí, juiz distrital e delegado de polícia. Ao falecer em Porto Alegre recebeu elogios do jornal A Federação pelos "serviços inumeráveis" que prestara à comunidade caxiense e ao Partido Republicano Rio-Grandense. Seu nome batiza uma rua da cidade e uma medalha antigamente concedida pela Câmara Municipal que reconhecia o mérito legislativo.